# Richard Avedon
Richard Avedon (født 15. maj 1923 i New York City, død 1. oktober 2004 i San Antonio, Texas) var en amerikansk mode- og portrætfotograf.
Avedon fik sin fotografiske uddannelse ved den amerikanske marine under 2. verdenskrig. Han arbejdede fra 1945 som modefotograf for Harper's Bazaar og fra 1966 for Vogue. Avedon er desuden kendt for sine portrætter, forfattere og kendisser. Han stod for en stilistisk fornyelse af modefotografiet. Flere af hans billeder er udgivet i bogform.
I 1991 tildeltes han Hasselbladsprisen.